# Erich Heinemann (Schriftsteller)
Erich Heinemann (Pseudonym: Matthias Mann, * 23. Januar 1929 in Hildesheim; † 26. Juli 2002 in Hannover) war ein deutscher Verwaltungsangestellter, Schriftsteller und Karl-May-Forscher.

## Leben
Erich Heinemann wuchs in Hildesheim auf. Nachdem er von 1935 bis 1943 die Volksschule besucht hatte, war er bis Ende 1944 Schüler einer städtischen Handelsschule. Nach der kriegsbedingten Schließung dieser Schule arbeitete Heinmann als Angehöriger des Reichsarbeitsdienstes in der Rüstungsindustrie und geriet bei Ende des Zweiten Weltkriegs in Kriegsgefangenschaft, aus der er im Sommer 1945 nach Hildesheim zurückkehrte. Ab Ende 1945 absolvierte er in seiner Heimatstadt eine Ausbildung zum Großhandelskaufmann, die er 1951 mit dem Kaufmannsgehilfenbrief abschloss. Heinemann trat in den Verwaltungsdienst der AOK Hildesheim ein; 1955 stieg er in den mittleren und 1957 in den gehobenen Dienst auf. Bei seiner Pensionierung im Jahre 1987 hatte er einen Direktorenposten der Krankenkasse inne.
Erich Heinemann, der früh mit dem Schreiben begonnen hatte, war 1955 mit seinem Freund Kurt Morawietz an der Gründung der Literaturzeitschrift "Die Horen" beteiligt; 1969 gehörte Heinemann zu den Mitbegründern der Karl-May-Gesellschaft, deren Vorstand er später angehörte.
Erich Heinemann veröffentlichte in den Fünfziger- bis Siebzigerjahren eine Reihe von Jugendbüchern aus dem Genre des Abenteuerromans, die stark von Karl Mays Werken beeinflusst waren. In den Achtzigerjahren erschienen die beiden auf Tagebuchaufzeichnungen basierenden Erinnerungsbücher "Da kam ein stolzer Reiter" und "Jahre zwischen gestern und morgen", gefolgt von weiteren Werken zur Stadtgeschichte Hildesheims. Daneben verfasste Heinemann Hörspiele über Karl May und die nordamerikanischen Indianer. Heinemann schrieb zahlreiche Beiträge zum Jahrbuch der Karl-May-Gesellschaft und wirkte auch als Herausgeber von Werken der Autoren Balduin Möllhausen und Karl May.

## Werke
- Der alte Regulator, Hamburg 1958
- Am Fluß der toten Indianer, Kassel 1962
- Gut gemacht, Winnetou, Stuttgart 1964
- Ritt durch die Wüste, Stuttgart 1964
- Sanda, Lahr/Schwarzwald 1965
- Roby sucht das Abenteuer, Göttingen 1966
- Robys Abenteuer in Afrika, Göttingen 1966
- Der weiße Marabut, Kassel 1966
- Roby als Schatztaucher, Göttingen 1967
- Verrat am Apachenpaß, Göttingen 1974
- Noch 1000 Meilen bis Nevada, Göttingen 1977
- Da kam ein stolzer Reiter, Hildesheim 1981
- Jahre zwischen gestern und morgen, Hildesheim 1983
- Im alten Hochstift, Hildesheim 1987
- Für Kaiser und Vaterland, Hildesheim 1989
- Historischer Marktplatz Hildesheim, Hildesheim 1990
- Auf der Rosenroute durch Hildesheim, Hildesheim 1993
- Eine Gesellschaft für Karl May, Husum 1994
- Lebensader Innerste, Hildesheim 1999 (zusammen mit Sönke Martens)
- Dreißig Jahre Karl-May-Gesellschaft, Husum 2000

## Herausgeberschaft
- Balduin Möllhausen: Der Ritt nach Sacramento, Hannover 1970
- Balduin Möllhausen: Der Spion, Hannover 1970
- Balduin Möllhausen: Kapitän Eisenfinger, Hannover 1971
- Balduin Möllhausen: Der Schatz von Quivira, Hannover 1971
- Karl May: Der große Traum, München 1974 (herausgegeben zusammen mit Heinz Stolte)
- Balduin Möllhausen: Reisen in die Felsengebirge Nord-Amerikas, Hildesheim 1975
- Balduin Möllhausen: Wanderungen durch die Prairien und Wüsten des westlichen Nordamerika, Hildesheim 1975
- Über Karl May, Ubstadt 1980
- Zum 75. Todestag Karl Mays, Ubstadt 1989
- Karl May 1992, Ubstadt 1993
- Friedrich Hornemann: Tagebuch seiner Reise von Cairo nach Murzuck, Hildesheim [u. a.] 1996
- Karl May und Augsburg, Reutlingen 1997